# Любешево (Куявсько-Поморське воєводство)
Любешево (пол. Lubieszewo, нім. Neumanowo) — село в Польщі, у гміні Моґільно Моґіленського повіту Куявсько-Поморського воєводства.
У 1975-1998 роках село належало до Бидгощського воєводства.